# Дзержинка (Кривой Рог)
Дзержинка (укр. Дзержинка) — историческая местность Кривого Рога, бывший рабочий посёлок. 
Народное название происходит от рудоуправления имени Ф. Э. Дзержинского, где и проживали работники этого рудника.

## История
Историю ведёт от рабочих посёлков Саксаганского рудника Александра Поля — в начале разработки железных руд Криворожского железорудного бассейна. Дзержинка бурно развивалась вместе с рудником в 1950—1980-х годах.

## Характеристика
Жилой массив частного сектора и многоквартирных жилых домов, построенных в 1930—1960-х годах, имеет развитую инфраструктуру. Расположен на границе Металлургического и Саксаганского районов Кривого Рога. На северо-востоке граничит с 95 кварталом, на юго-востоке — с Соцгородом, на юге — с посёлком частного сектора Победа, на западе — с Центрально-Городским районом. Северная и северо-западная граница района примыкает к бывшей промышленной зоне рудоуправления имени Ф. Э. Дзержинского, шахте «Гигант-Глубокая», карьеру «Северный».

### Улицы, проспекты
- проспект Мира;
- проспект Героев-подпольщиков;
- Гетманская улица;
- улица Демиденко.